# Vasahuset, Stockholm

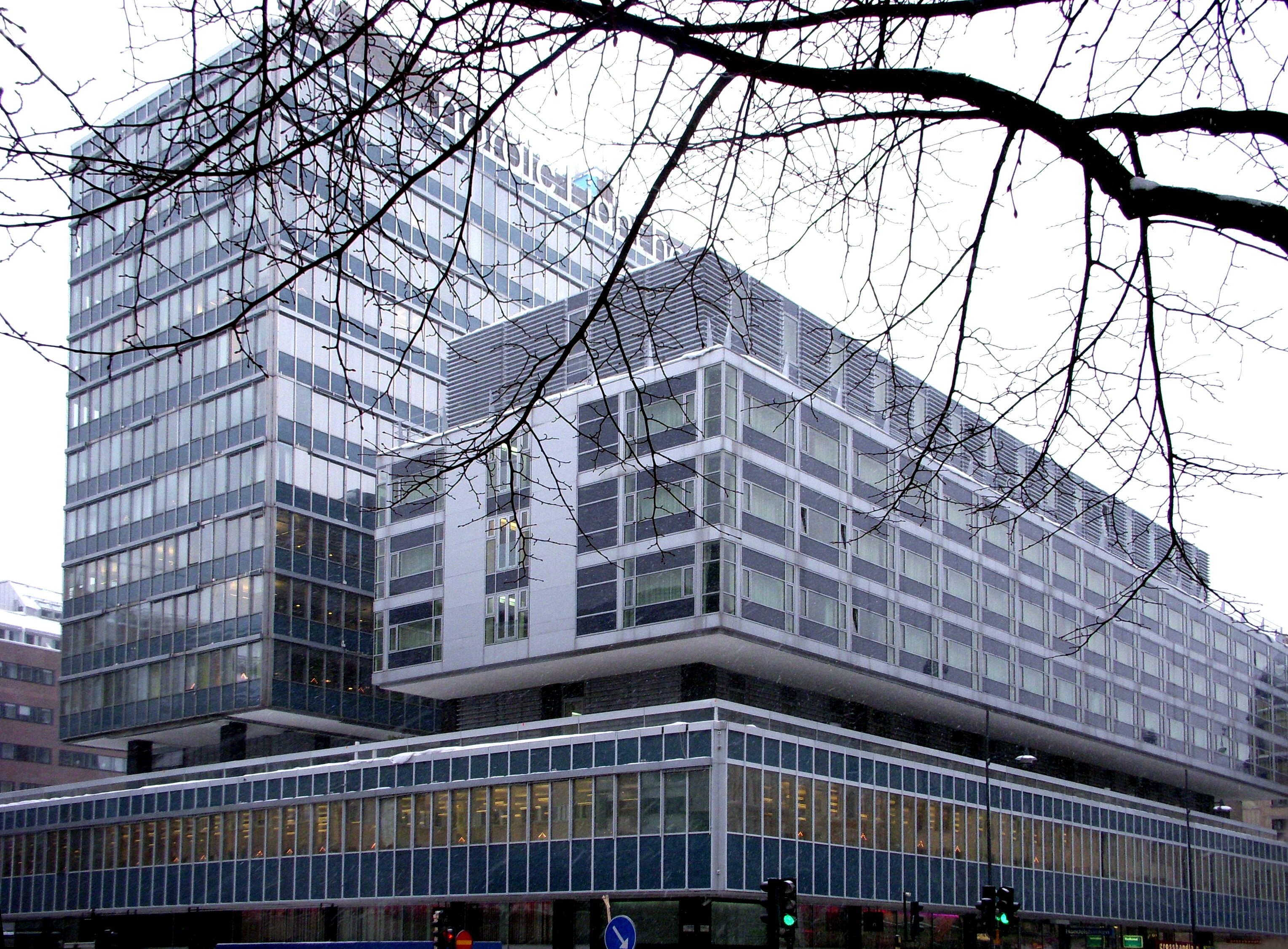
Vasahuset i december 2010.

Vasahuset är en byggnad i kvarteret Kortbyrån vid Vasagatan 11–13 på Norrmalm i centrala Stockholm. Vasahuset uppfördes 1957–1960 med Lars-Erik Lallerstedt som arkitekt och påbyggdes år 2000. 
På grund av den stora Mercedes-Benzskylten som fanns under många år på husets tak kallades det även Mercedes-Benzhuset.

## Kvarteret
Kvarteret omges av Vasagatan i öst, Gamla Brogatan i norr, Östra järnvägsgatan i väst och Vasaplan i syd. Kvartersnamnet Kortbyrån härrör från Statens livsmedelskommission som hade sitt säte här, i den tidigare byggnaden för Klara folkskola, och delade ut kort för ransonerade livsmedel till stockholmarna under första världskriget. Diagonalt genom kvarteret gick fram till 1951 Hansagatan, varvid nordöstra delen hette kvarteret Kortbyrån och sydvästra kvarteret Brödkortet. Dessförinnan var kvartersnamnet Pilen (Lundgrens karta 1885).

## Bebyggelsen

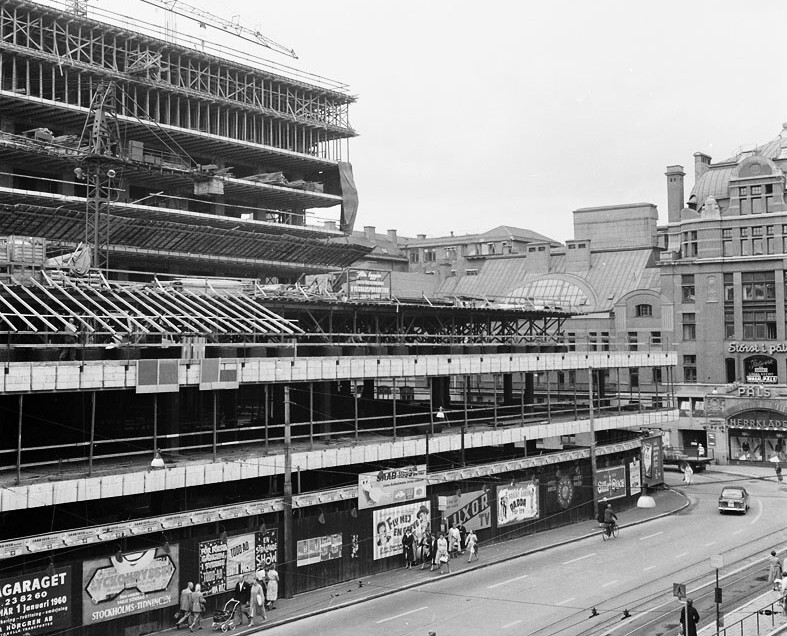
Byggarbeten 1959.

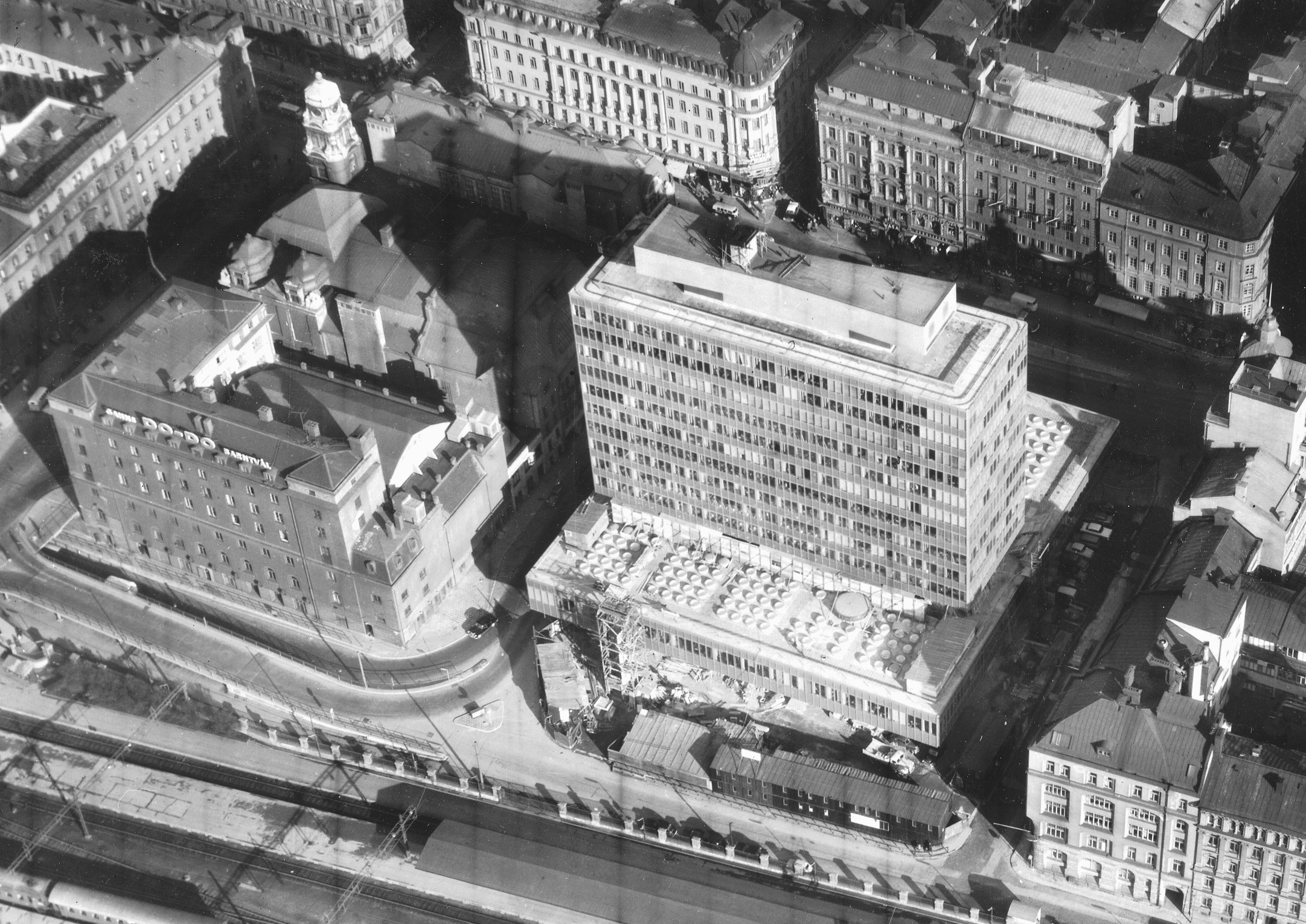
Vasahuset i mitten 1961, Kungsbropalatset (till vänster).

Inom området låg på 1800-talet Jacob Bagges sedeltryckeri och Klara gamla folkskola, där August Strindberg under en kortare tid på 1870-talet var lärare.
I mitten på 1950-talet revs den gamla bebyggelsen och LO planerade att uppföra ett nytt hus för Aftontidningen och Morgon-Tidningen. Byggstaketet var redan rest kring arbetsplatsen och schaktarbetena hade påbörjats men projektet blev inställt.
På platsen uppfördes  sedan 1957–1960 Vasahuset, en stor kontors- och affärsbyggnad.  Arkitekt Lars-Erik Lallerstedt stod för den modernistiska utformningen i glas och betong och Tyréns för konstruktionen. Fastighets AB Socialen var byggherre med BPA som entreprenör. 
Byggnadens högdel är 13 våningar hög och lågdelen mot Vasagatan hade ursprungligen två våningar med en indragen bottenvåning. Fasaderna är en curtain wall-konstruktion av ljusblått glas i bröstningarna och metallprofiler av natureloxerad aluminium. Entréhallen gestaltades med golv av vit marmor och pelare klädda med polerad svart sten. Från taket hänger en glasskulptur  av konstnären Edvin Öhrström (skaparen av Glasobelisken på Sergels torg).
Enligt principplanen för citysaneringen från maj 1967 (City 67) skulle även grannkvarterens bebyggelse rivas och ersättas med skivhus på en terrassformad butiksvåning samt med parkeringshus. Så blev det dock inte i samband med Norrmalmsregleringen utan först 1984 uppfördes nya byggnader på kvarteret Pennfäktaren (söder om Kortbyrån) medan den äldre bebyggelsen i kvarteret Hasseln (hörnet mot Kungsgatan) fortfarande (2010) finns kvar.
I januari 1999 fastställdes en ändrad detaljplan som gjorde det möjligt att påbygga Vasahusets lågdel mot Vasagatan med fyra våningar och en indragen takvåning. Nybyggnaden skulle ta hänsyn till den kulturhistoriskt värdefulla bebyggelsen från 1960. Påbyggnaden genomfördes 1999–2000 och innehåller nu Nordic Light Hotel med 169 rum.
När Vasahuset var nybyggt hade höghusdelen fria fasader över den övriga kringliggande bebyggelsen. Det ändrades 1989 när Cityterminalen kom till längs Vasahustets västra sida. Påbyggnaden för hotellet på östra sidan skymmer också en del av höghuset.

## Bilder

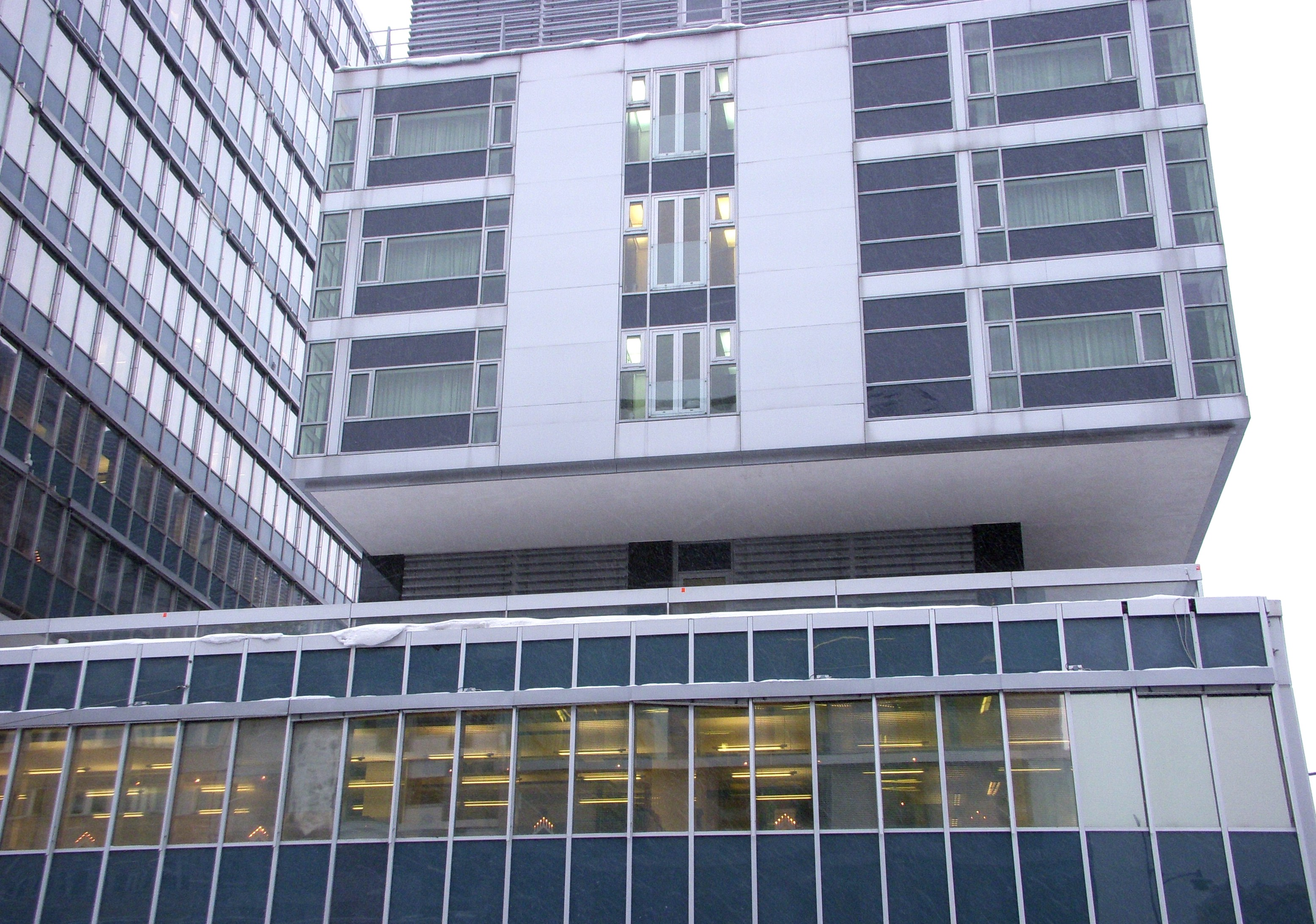
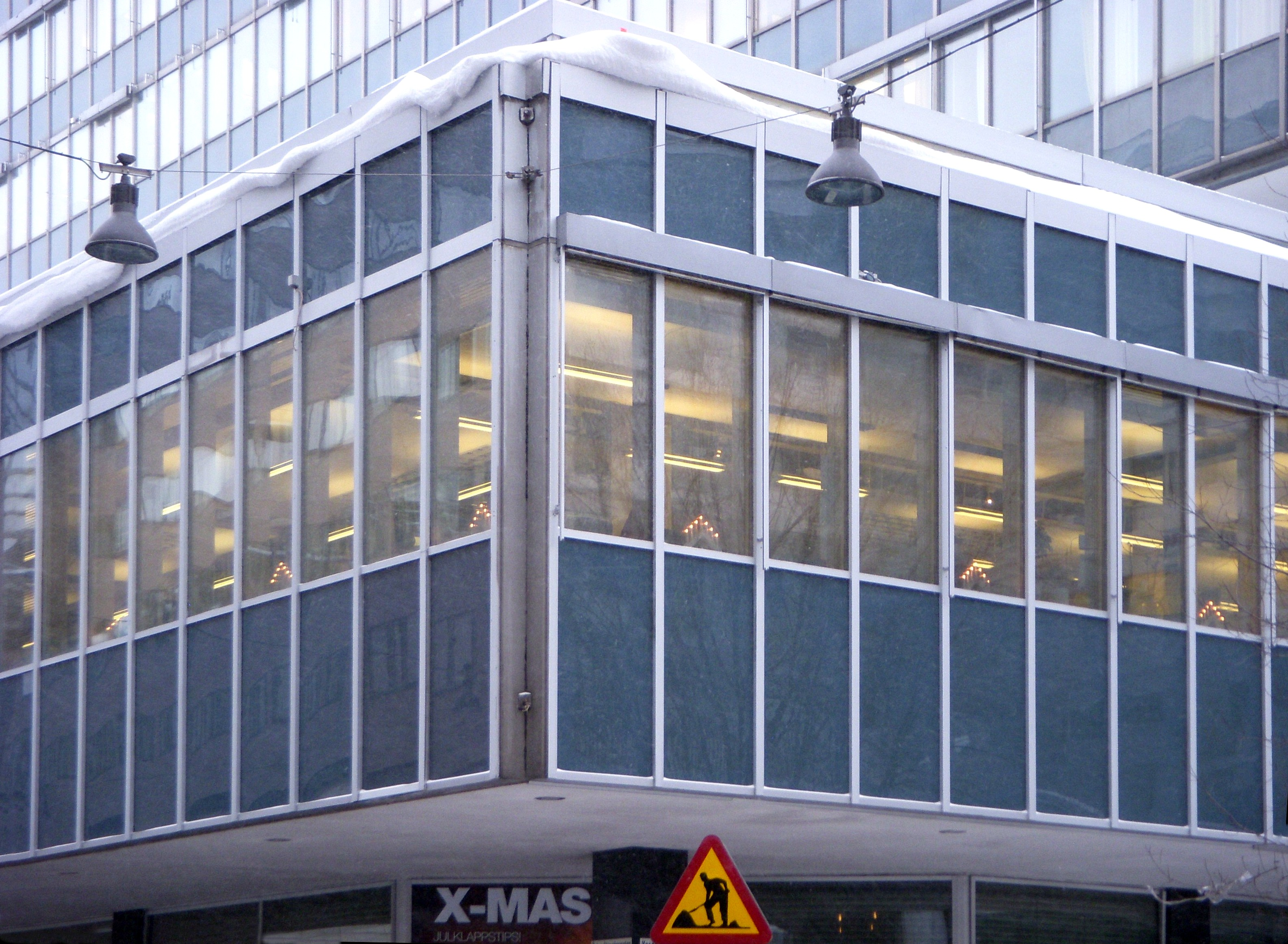
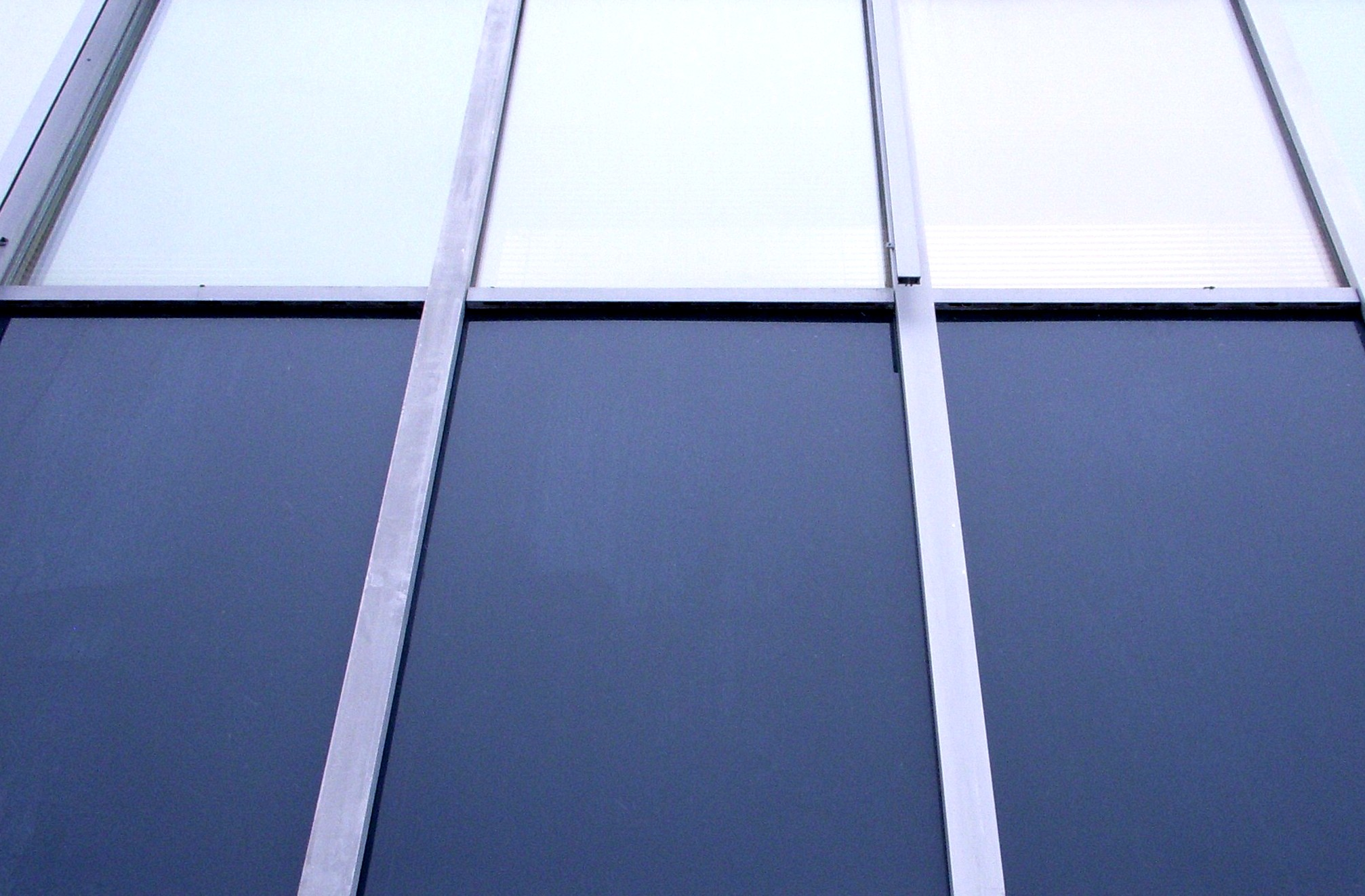
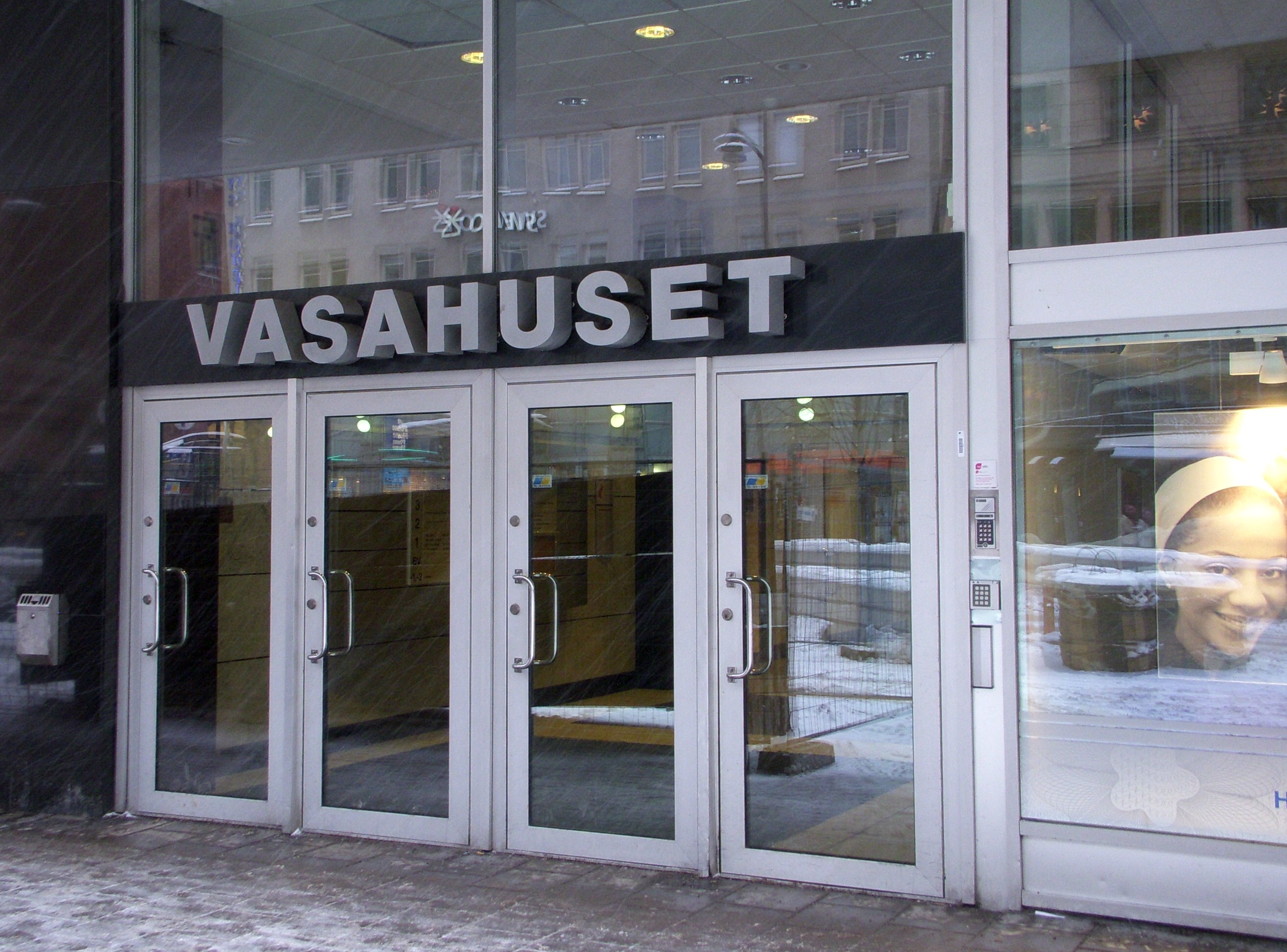

## Mercedes-Benzskylten

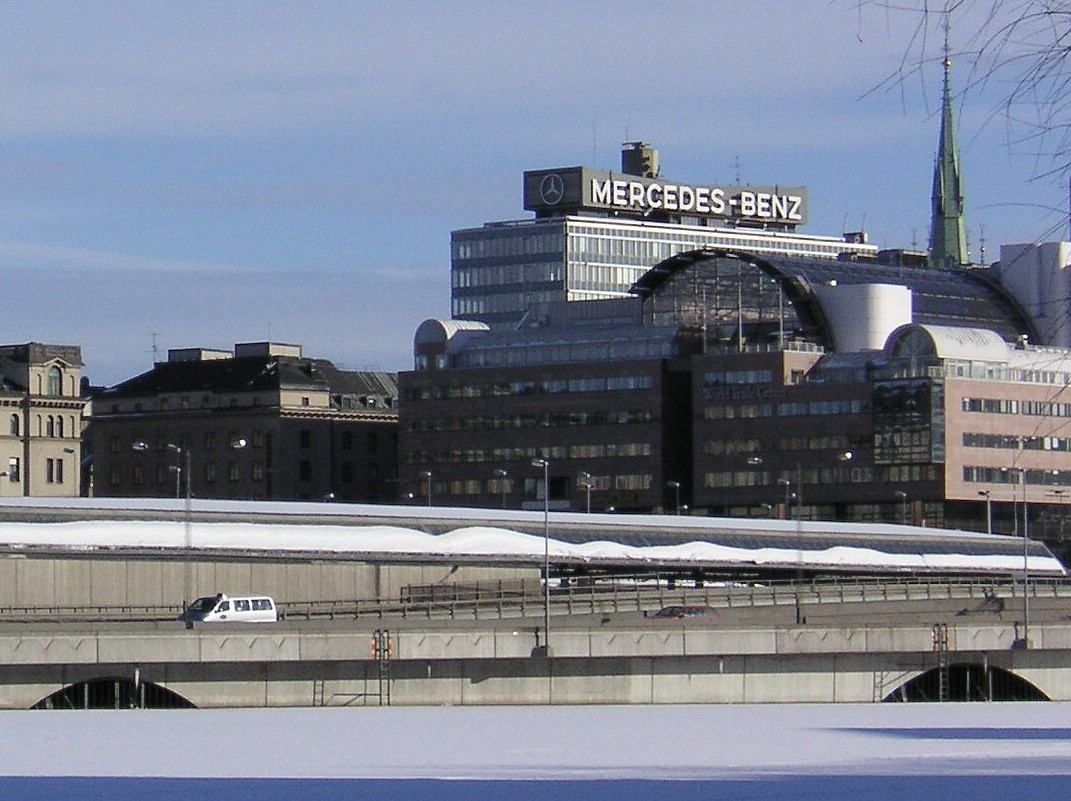
Mercedes-Benzskylten 2006.

Byggnaden kallades i folkmun för Mercedes-Benzhuset beroende på den stora Mercedes-Benzskylten som satt på båda sidor av husets takpåbyggnad. På kortsidorna fanns Mercedesstjärnan. Reklamen i blålysande neonrör syntes långt över staden och kom troligen upp i början av 1960-talet. Den ingick även i Stadsmuseets neonskyltsinventering från 1998. Den välkända ljusskylten togs ner 2009 och ersattes med en reklamskylt för Nordic Light Hotel.